# Bin Uehara
Pour les articles homonymes, voir Uehara.
Bin Uehara (上原 敏, Uehara Bin) né Rikiji Matsumoto (松本 力治, Matsumoto Rikiji) 26 août 1908 - 29 juillet 1944, est un chanteur japonais de musique populaire ryūkōka. Il est réputé pour avoir employé le vocalisme kobushi du genre musical naniwa-bushi dans la musique populaire japonaise. Il est tué au front lors de la campagne de Nouvelle-Guinée au cours de la Guerre du Pacifique.

## Biographie
Uehara naît avec le nom Rikiji Matsumoto à Ōdate dans la préfecture d'Akita. Diplômé de l'université Senshū, il fait ses débuts professionnels en 1936 avec la chanson Tsukimi Odori (月見踊り) enregistrée chez la division japonaise des Polydor Records. Parmi ses succès figure en 1937 le titre Ruten (流転). Son style vocal, appelé kobushi, devient populaire comme la forme la plus emphatique parmi les chanteurs modernes du genre enka.
Incorporé dans l'Armée impériale japonaise en 1943, Uehara est envoyé en Nouvelle-Guinée où il est tué au combat le 29 juillet 1944.

## Postérité
En 1976, un monument à sa mémoire est dévoilé dans sa ville natale d'Ōdate.

## Discographie
- 1937 : Tsumagoi Dōchū (妻恋道中?)
- Ruten (流転?)
- 1938 : Shanghai Dayori (上海だより?)
- Iroha Jingi (いろは仁義?)
- Nankin Dayori (南京だより?)
- Hokuman Dayori (北満だより?)
- Butaichō to Heitai (部隊長と兵隊?) avec Tarō Shōji
- 1939 : Ore wa Funanori (俺は船乗り?)
- Otoko Funanori (男船乗り?)
- 1941 : Butsuin Dayori (佛印だより?)

## Source de la traduction
- (en) Cet article est partiellement ou en totalité issu de l’article de Wikipédia en anglais intitulé « Bin Uehara » (voir la liste des auteurs).